# 哪吒糍
包糍是福建省南平地区的著名小吃。形状非常像水饺但是包馅用的皮不是用面粉做的，而是用大米和鼠麴草混合做成的。内馅用上好的冬笋、熏肉、熏豆干，芋头、香菇等做馅。最后将包糍放入蒸笼中蒸熟即可食用。